# Man in window
|  | Denne artikel er oprettet af botten PalnaBot ud fra en ekstern database. Den kan derfor have sproglige fejl eller mangler. Denne skabelon kan fjernes efter kontrol af indholdet. |

Man in window er en kortfilm instrueret af Britta Sørensen efter manuskript af Britta Sørensen.

## Handling
En ung mand sidder uden for et vindue i 5. sals højde. Nyder han det, eller er han på vej til at springe ud?